# Чабер горный
Чабер горный (лат. Satureja montana) — полукустарник, вид рода Чабер (Satureja) семейства Яснотковые (Lamiaceae).
В диком виде произрастает в Южной Европе (Балканский полуостров, Италия, Испания, юг Франции) и Малой Азии (Ливан, Сирия, Турция). Возделывается в тёплом климате Евразии.

## Ботаническое описание
Стебли пушистые, прямые, четырёхгранные или почти округлые, высотой 20—40 (до 80) см, со светлой корой, метёлчато ветвистые в верхней части, голые или шероховато опушённые.
Листья обратноланцетные или линейно-ланцетные, длиной до 3 см, цельнокрайные, заострённые, кожистые, голые, шероховатые, покрытые точечными железками. Прицветники яйцевидные или ланцетные.
Цветки в пазушных 3—7-цветковых ложных мутовках, на коротких цветоножках, собраны в верхней части стебля в кистеобразные метёльчатые, почти однобокие соцветия. Чашечка коротко трубчато-ворончатая; венчик длиной до 11 мм, беловатый, с розовой верхней губой и пурпурными пятнышками в зеве и при основании нижней губы.
Плод — округло-яйцевидный, светло-бурый, мелкоточечный орешек длиной 1—1,3 мм.

## Химический состав
Надземная часть растения содержит эфирное масло. Выход его из зелёной массы — 0,3 %. Эфирное масло — жидкость оранжевого цвета, главной составной частью которой является карвакрол. По запаху и вкусу свежие и сухие листья и молодые побеги чабера горного напоминают майоран, но отличаются от него более резким привкусом перца.

## Значение и применение
Молодые побеги и листья используют в качестве пряности в кулинарии, при консервировании, приготовлении салатов, рыбных и мясных блюд. В качестве пряно-ароматической и пряно-вкусовой добавки ч. горный необходимо использовать осторожно, не допускать передозировки, чтобы его вкус и запах не доминировали.
Водный настой растения обладает отхаркивающим и смягчающим кашель действием.
В народной медицине растение применяют для освежения полости рта и в составе тонизирующего, успокаивающего и гипотензивного сборов.

## Классификация

### Таксономия
Вид Чабер горный входит в род Чабер (Satureja) семейства Яснотковые (Lamiaceae) порядка Ясноткоцветные (Lamiales).
|  |                                      |  |                                                             |                                                             |                      |  | ещё 21 семейство (согласно Системе APG II) | ещё 21 семейство (согласно Системе APG II) |                     |  |  |  | ещё 30 — 40 видов |
|  |                                      |  |                                                             |                                                             |                      |  | ещё 21 семейство (согласно Системе APG II) | ещё 21 семейство (согласно Системе APG II) |                     |  |  |  | ещё 30 — 40 видов |
|  |                                      |  |                                                             | порядок Ясноткоцветные                                      |                      |  |                                            |                                            | род Чабер           |  |  |  |                   |
|  |                                      |  |                                                             | порядок Ясноткоцветные                                      |                      |  |                                            |                                            | род Чабер           |  |  |  |                   |
|  | отдел Цветковые, или Покрытосеменные |  |                                                             |                                                             | семейство Яснотковые |  |                                            |                                            | вид Чабер горный    |  |  |  |                   |
|  | отдел Цветковые, или Покрытосеменные |  |                                                             |                                                             | семейство Яснотковые |  |                                            |                                            |                     |  |  |  |                   |
|  |                                      |  | ещё 44 порядка цветковых растений (согласно Системе APG II) | ещё 44 порядка цветковых растений (согласно Системе APG II) |                      |  |                                            | ещё около 210 родов                        | ещё около 210 родов |  |  |  |                   |
|  |                                      |  |                                                             | ещё 44 порядка цветковых растений (согласно Системе APG II) |                      |  |                                            |                                            | ещё около 210 родов |  |  |  |                   |